# Tyrannidae
Pour les articles homonymes, voir Tyran (homonymie).
Pour les autres significations, voir Tyrannidae (Sibley).
Famille
Répartition géographique
Les Tyrannidae (ou tyrannidés en français) sont une famille de passereaux constituée de 103 genres et plus de 430 espèces selon la classification de référence du Congrès ornithologique international (version 9.1, 2019).

## Espèces de la famille
Les noms normalisés sont variés : adas, attilas, aulias, becs-en-arc, becs-plats, bécardes, calandrites, casiornes, corythopis, doradites, dormilons, élénies, gauchos, lessonies, microtyrans, moucherolles, pépoazas, piouis, pipromorphes, pitajos, platyrhynques, porte-éventail, taurillons, tityres, todirostres, tyrans et tyranneaux.

## Description
Ce sont des oiseaux de taille minuscule à moyenne (de 6,5 à 28 cm). Leur plumage est dans la plupart des cas une combinaison variée de noir, brun, blanc, jaune et vert ; il est terne chez certaines espèces, plus vif chez d'autres. La famille présente une grande diversité dans les proportions corporelles, la forme et la structure du bec, et la longueur des pattes.

## Habitat et répartition

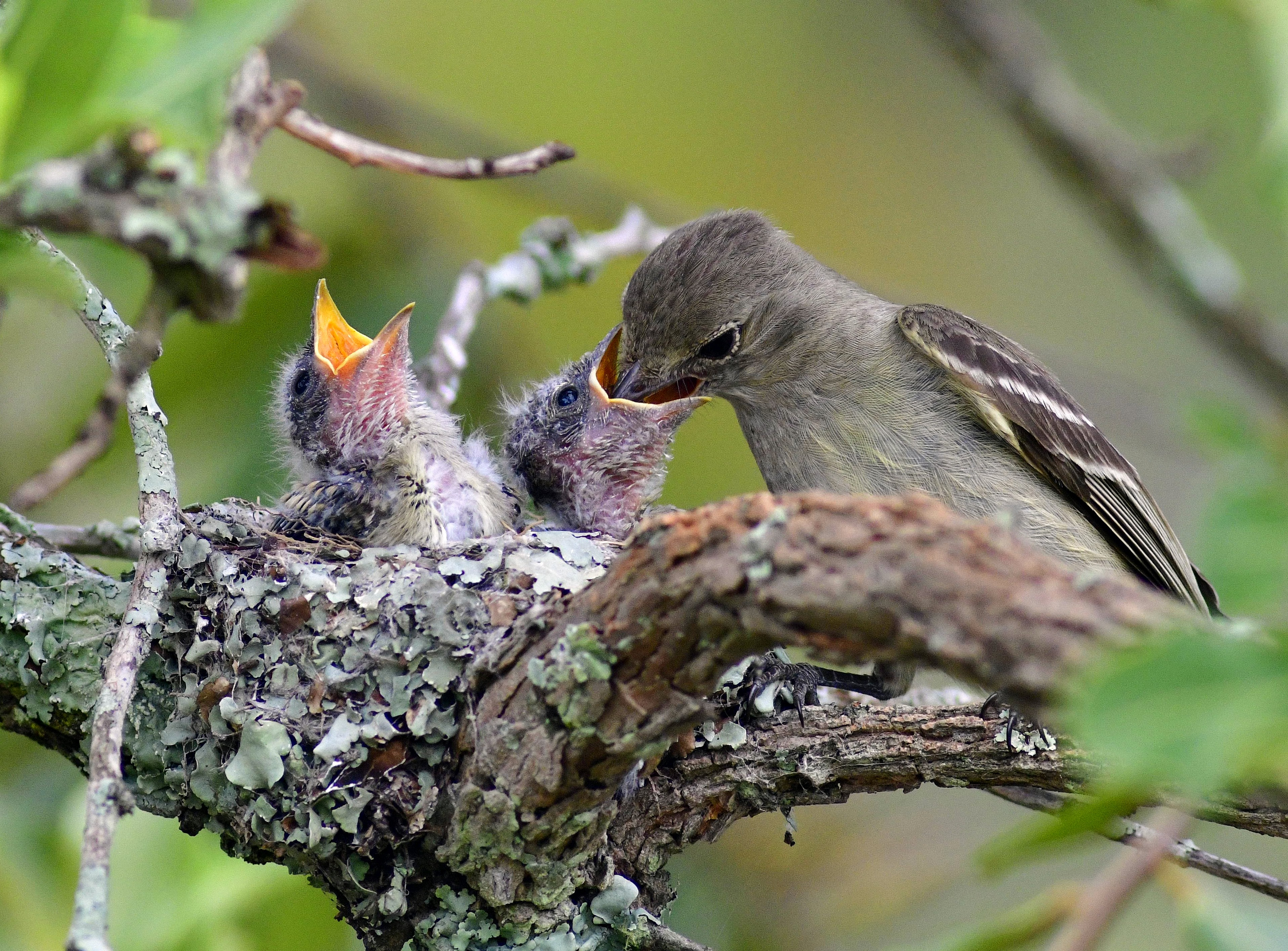
Tyrannidae en famille dans l'Estação Ecológica de Itirapina, au Brésil. Novembre 2020.

On les rencontre dans tout le continent américain, à l'exception de l'extrême nord. Ils habitent une grande variété de milieux, surtout des forêts et des bois de types variés, ainsi que des régions herbeuses.

## Taxinomie
Les tyrannidés sont parfois répartis en 4 sous-familles :
- Les élaéninés,
- Les fluvicolinés,
- Les tyraninés,
- Les tityrinés.

### Liste des genres
Selon la classification de référence (version 14.2, 2024) du Congrès ornithologique international (ordre alphabétique) :
- Acrochordopus (2 espèces)
- Agriornis (5 espèces)
- Alectrurus (2 espèces)
- Anairetes (6 espèces)
- Aphanotriccus (2 espèces)
- Arundinicola (1 espèce)
- Atalotriccus (1 espèce)
- Attila (7 espèces)
- Calyptura (1 espèce)
- Camptostoma (2 espèces)
- Capsiempis (1 espèce)
- Casiornis (2 espèces)
- Cnemarchus (2 espèces)
- Cnemotriccus (1 espèce)
- Cnipodectes (2 espèces)
- Colonia (1 espèce)
- Colorhamphus (1 espèce)
- Conopias (4 espèces)
- Contopus (16 espèces)
- Corythopis (2 espèces)
- Culicivora (1 espèce)
- Deltarhynchus (1 espèce)
- Elaenia (22 espèces)
- Empidonax (14 espèces)
- Empidonomus (1 espèce)
- Euscarthmus (3 espèces)
- Fluvicola (3 espèces)
- Griseotyrannus (1 espèce)
- Gubernetes (1 espèce)
- Guyramemua (1 espèce)
- Hemitriccus (22 espèces)
- Heteroxolmis (1 espèce)
- Hirundinea (1 espèce)
- Hymenops (1 espèce)
- Inezia (4 espèces)
- Knipolegus (12 espèces)
- Lathrotriccus (2 espèces)
- Legatus (1 espèce)
- Leptopogon (4 espèces)
- Lessonia (2 espèces)
- Lophotriccus (4 espèces)
- Machetornis (1 espèce)
- Mecocerculus (6 espèces)
- Megarynchus (1 espèce)
- Mionectes (7 espèces)
- Mitrephanes (2 espèces)
- Muscigralla (1 espèce)
- Muscipipra (1 espèce)
- Muscisaxicola (12 espèces)
- Myiarchus (22 espèces)
- Myiodynastes (5 espèces)
- Myiopagis (9 espèces)
- Myiophobus (8 espèces)
- Myiornis (4 espèces)
- Myiotheretes (4 espèces)
- Myiotriccus (1 espèce)
- Myiozetetes (4 espèces)
- Nengetus (1 espèce)
- Neopipo (1 espèce)
- Neoxolmis (4 espèces)
- Nephelomyias (3 espèces)
- Nesotriccus (5 espèces)
- Ochthoeca (9 espèces)
- Ochthornis (1 espèce)
- Oncostoma (2 espèces)
- Ornithion (3 espèces)
- Phelpsia (1 espèce)
- Philohydor (1 espèce)
- Phyllomyias (9 espèces)
- Phylloscartes (14 espèces)
- Piprites (3 espèces)
- Pitangus (1 espèce)
- Platyrinchus (7 espèces)
- Poecilotriccus (12 espèces)
- Pogonotriccus (9 espèces)
- Polystictus (2 espèces)
- Pseudelaenia (1 espèce)
- Pseudocolopteryx (5 espèces)
- Pseudotriccus (3 espèces)
- Pyrocephalus (3 espèces)[Note 1]
- Pyrope (1 espèce)
- Pyrrhomyias (1 espèce)
- Ramphotrigon (4 espèces)
- Rhynchocyclus (5 espèces)
- Rhytipterna (3 espèces)
- Satrapa (1 espèce)
- Sayornis (3 espèces)
- Serpophaga (5 espèces)
- Silvicultrix (5 espèces)
- Sirystes (4 espèces)
- Stigmatura (3 espèces)
- Sublegatus (3 espèces)
- Suiriri (1 espèce)
- Syrtidicola (1 espèce)
- Tachuris (1 espèce)
- Taeniotriccus (1 espèce)
- Todirostrum (7 espèces)
- Tolmomyias (7 espèces)
- Tumbezia (1 espèce)
- Tyranniscus (3 espèces)
- Tyrannopsis (1 espèce)
- Tyrannulus (1 espèce)
- Tyrannus (13 espèces)
- Uromyias (2 espèces)
- Xenotriccus (2 espèces)
- Xolmis (2 espèces)
- Zimmerius (15 espèces)

### Liste des espèces
Selon la classification de référence du Congrès ornithologique international (version 9.1, 2019) :